# Moroni Olsen
Pour les articles homonymes, voir Olsen.
Moroni Olsen est un acteur américain né le 27 juin 1889 à Ogden, Utah (États-Unis), mort le 22 novembre 1954 à Los Angeles (Californie).

## Filmographie
- 1935 : Les Trois Mousquetaires (The Three Musketeers) de Rowland V. Lee : Porthos
- 1935 : La Gloire du cirque (Annie Oakley) de George Stevens : Buffalo Bill
- 1935 : Seven Keys to Baldpate de William Hamilton et Edward Killy : Jim Cargan
- 1935 : We're Only Human (en) de James Flood : Inspecteur J.R. Curran
- 1936 : Yellow Dust (en) de Wallace Fox : Missouri
- 1936 : Surprise à Hollywood (en) (The Farmer in the Dell) de Ben Holmes (en) : Chester Hart
- 1936 : Two in Revolt (en) de Glenn Tryon : Cyrus Benton
- 1936 : The Witness Chair (en) de George Nichols Jr. : Police Lieutenant Poole
- 1936 : Mary Stuart (Mary of Scotland) de John Ford : John Knox
- 1936 : Grand Jury d'Albert S. Rogell : Davis, le garde du corps de Taylor
- 1936 : M'Liss : Jake
- 1936 : Mummy's Boys : Dr. Edward Sterling
- 1936 : Révolte à Dublin (The Plough and the Stars) de John Ford : Général Connally
- 1937 : La Vie d'Émile Zola (The Life of Emile Zola) de William Dieterle : Louis Cuignet
- 1937 : Le Dernier Gangster (The Last Gangster) d'Edward Ludwig : Détective Danny Shea
- 1937 : Manhattan Merry-Go-Round : Jonathan 'Joe'
- 1937 : Le Testament du capitaine Drew (Adventure's End) d'Arthur Lubin : First Mate Rand Husk
- 1937 : Blanche-Neige et les Sept Nains (Snow White and the Seven Dwarfs) : le miroir magique (voix)
- 1938 : La Bataille de l'or (Gold Is Where You Find It) de Michael Curtiz : Senator George Hearst
- 1938 : Le Proscrit (Kidnapped) : Douglas
- 1938 : What Do You Think?: Tupapaoo : Kurt Larsen (the trader)
- 1938 : Marie Antoinette : Bearded Leader of the People
- 1938 : La Pauvre Millionnaire (There Goes My Heart) : Fisherman
- 1938 : Patrouille en mer (Submarine Patrol) : The Fleet Captain
- 1938 : Kentucky : John Dillon: 1938
- 1939 : Homicide Bureau : Captain Raines
- 1939 : Les trois louf'quetaires (The Three Musketeers) : Bailiff
- 1939 : Rose de Broadway (Rose of Washington Square) : Major Buck Russell
- 1939 : Sons of Liberty : Robert Morris, Superintendent of Finance
- 1939 : Code of the Secret Service : Parker, 'The Friar'
- 1939 : Susannah (Susannah of the Mounties) : Supt. Andrew Standing
- 1939 : The Bill of Rights : Royal Governor Dunsmuir
- 1939 : Jeunesse triomphante (Dust Be My Destiny) de Lewis Seiler : Slim Jones, Joe's Defense Attorney
- 1939 : Le Premier Rebelle (Allegheny Uprising) : Tom Calhoon
- 1939 : Micro folies (That's Right - You're Wrong) : Jonathan 'J.D.' Forbes
- 1939 : Barricade (en) de Gregory Ratoff : Shanghai Managing Editor
- 1939 : En surveillance spéciale (Invisible Stripes de Lloyd Bacon : The Warden
- 1940 : Brother Rat and a Baby : Major Robert Terry
- 1940 : La Caravane héroïque (Virginia City) : Dr. Rob Cameron
- 1940 : Petite et Charmante (If I Had My Way) : Mr. Blair
- 1940 : L'Odyssée des Mormons (Brigham Young) : Doc Richards
- 1940 : Tête chaude (East of the River) d'Alfred E. Green : Juge R.D. Davis
- 1940 : La Piste de Santa Fe (Santa Fe Trail) : Colonel Robert E. Lee
- 1941 : Respect the Law : Dr. Walter Terriss
- 1941 : Life with Henry : Sylvanus Q. Sattherwaite
- 1941 : Three Sons o' Guns : Philip G. 'Phil' Talbot
- 1941 : Bombardiers en piqué (Dive Bomber), de Michael Curtiz  : Senior Surgeon at San Diego
- 1941 : One Foot in Heaven : Dr. John Romer
- 1941 : Dangerously They Live : Mr. John Goodwin
- 1942 : Nazi Agent de   Jules Dassin : Brenner
- 1942 : Sundown Jim de James Tinling : Andrew Barr
- 1942 : Mon espion favori (My Favorite Spy) de Tay Garnett : Major Allen
- 1942 : Croisière mouvementée (Ship Ahoy) : Inspector Davis
- 1942 : La Clé de verre (The Glass Key) : Ralph Henry
- 1942 : Mrs. Wiggs of the Cabbage Patch (en) de Ralph Murphy : Dr. Olcott
- 1942 : Quelque part en France (Reunion in France) de Jules Dassin : Paul Grebeau
- 1943 : Air Force de Howard Hawks : Colonel Blake - Commanding Officer at Manila
- 1943 : Mission à Moscou (Mission to Moscow) : Colonel Faymonville
- 1943 : We've Never Been Licked : Commandant
- 1943 : Madame Curie : President of Businessman's Board
- 1943 : Le Chant de Bernadette (The Song of Bernadette) : Chaplain
- 1944 : Ali Baba et les Quarante Voleurs (Ali Baba and the Forty Thieves) : Caliph Hassan
- 1944 : Buffalo Bill : Senator Frederici
- 1944 : Le Signe du cobra (Cobra Woman) : MacDonald
- 1944 : Roger Touhy, Gangster (en) : de Robert Florey : Riley
- 1944 : Trente Secondes sur Tokyo (Thirty Seconds Over Tokyo) de Mervyn LeRoy : General
- 1945 : L'Orgueil des marines (Pride of the Marines) : Capt. Burroughs
- 1945 : Behind City Lights : Curtis Holbrook
- 1945 : Le Roman de Mildred Pierce (Mildred Pierce) : Inspector Peterson
- 1945 : Week-end au Waldorf (Week-End at the Waldorf) : House Detective Blake
- 1945 : Don't Fence Me In : Henry Bennett, aka Harry Benson
- 1946 : From This Day Forward : Tim Bagley
- 1946 : Night in Paradise d'Arthur Lubin : High Priest
- 1946 : The Walls Came Tumbling Down (en) de Robert Anton Wilson : Bishop Martin
- 1946 : Boys' Ranch : Judge Henderson
- 1946 : Les Enchaînés (Notorious) : Walter Beardsley
- 1946 : Le Démon de la chair (The Strange Woman) : Rev. Thatcher
- 1946 : La vie est belle (It's a Wonderful Life) : Voice of senior angel (voix)
- 1947 : Au carrefour du siècle (The Beginning or the End) : Dr. Arthur H. Compton
- 1947 : La Longue Nuit (The Long Night) de Anatole Litvak : le chef de la police Bob McManus
- 1947 : La Possédée (Possessed) : Dr. Ames
- 1947 : Mon père et nous (Life with Father) : Dr. Humphries
- 1947 : Le Gagnant du Kentucky (Black Gold) de Phil Karlson : Don Toland
- 1947 : Scandale en Floride (That Hagen Girl) de Peter Godfrey : Trenton Gateley
- 1947 : Le Mur des ténèbres (High Wall) : Dr. Philip Dunlap
- 1948 : Appelez nord 777 (Call Northside 777) : Parole Board Chairman
- 1948 : Up in Central Park : Big Jim Fitts
- 1948 : Tragique Décision (Command Decision) de Sam Wood : Congressman Stone
- 1949 : Le Rebelle (The Fountainhead) : Chairman
- 1949 : Horizons en flammes (Task Force) de Delmer Daves : Adm. Ames
- 1949 : Samson et Dalila (Samson and Delilah) : Targil
- 1950 : Le Père de la mariée (Father of the Bride) de Vincente Minnelli : Herbert Dunstan
- 1951 : L'Ambitieuse (Payment on Demand) : Attorney Arnold Barton
- 1951 : Allons donc, papa ! (Father's Little Dividend) : Herbert Dunstan
- 1951 : Discrétion assurée (No Questions Asked) d'Harold F. Kress : Henry Manston
- 1951 : Duel sous la mer (Submarine Command) : Rear Adm. Joshua Rice
- 1952 : L'Étoile du destin (Lone Star) de Vincent Sherman : Sam Houston
- 1952 : Les Fils des Mousquetaires (At sword's point) : Old Porthos
- 1952 : Washington Story (en) de Robert Pirosh : Speaker of the House
- 1953 : So This Is Love de Gordon Douglas : Arnold Reuben (non crédité)
- 1953 : Épousez-moi (Marry Me Again) de Frank Tashlin : Mr. Courtney
- 1954 : La Roulotte du plaisir (The Long, Long Trailer) de Vincente Minnelli : Mr. Tewitt
- 1954 : Le Signe du païen (Sign of the Pagan) : Pope Leo I